# بري ويليامسون
بري ويليامسون (بالإنجليزية: Bree Williamson)‏ هي ممثلة أمريكية، ولدت في 28 ديسمبر 1979 في تورونتو في كندا.

## وصلات خارجية
- بري ويليامسون على موقع IMDb (الإنجليزية)
- بري ويليامسون على موقع قاعدة بيانات الفيلم (الإنجليزية)